# Улица Героя России Дорофеева
Улица Героя России Дорофеева — улица в Московском районе Калининграда. Строящаяся улица названа в честь Героя России гвардии майора Анатолия Дорофеева (1920—2000) решением Городского совета депутатов Калининграда в 2016 году.
Улица находится в центре Октябрьского острова, проходит с юга на север, соединяя Солнечный бульвар (Калининград) с Набережной им. Генерала Карбышева.
Почтовый индекс улицы — 236006.
Рядом, в восточном направлении 200 м находится Крестовоздвиженский собор. Западнее находятся выставочный центр «Балтик-Экспо» и Янтарь цирк «Шапито».
Торжественное открытие улицы Героя России Дорофеева состоялось 7 сентября 2016 года мэром города Ярощуком А. Г. в присутствии сына Героя — Дорофеева А. А., внуков и правнука.

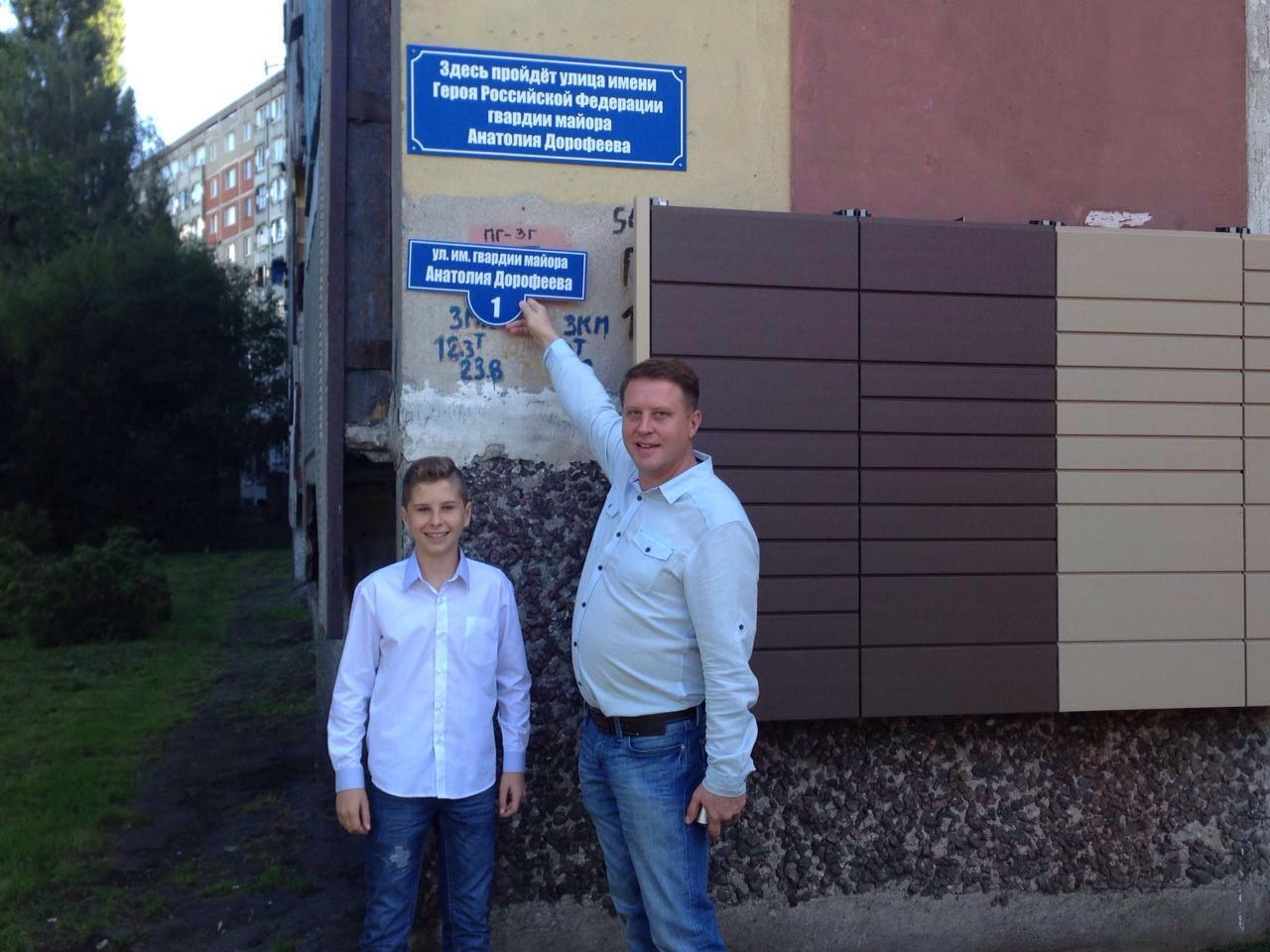
На улице Героя России А. В. Дорофеева установлена табличка. Калининград 2016.